# Jake Matthews
Jacob "Jake" Matthews (* 11. Februar 1992 in Missouri City, Texas, Vereinigte Staaten) ist ein American-Football-Spieler auf der Position des Offensive Tackles. Er spielt für die Atlanta Falcons in der NFL.

## Highschool und College
Matthews wuchs in Missouri City auf und besuchte hier die Highschool. Ab 2012 ging er auf die Texas A&M University in College Station, Texas. Hier spielte er in seinen ersten drei Jahren als rechter Tackle, in seinem letzten Jahr als linker Tackle.

## NFL
Matthews wurde 2014 im NFL-Draft als sechster Spieler überhaupt von den Atlanta Falcons ausgewählt. Bereits in seiner ersten Saison avancierte er zum Stammspieler des Teams. In seiner zweiten und dritten Saison stand er jeweils bei allen 16 Spielen auf dem Platz. Er erreichte mit den Falcons den Super Bowl LI, welcher aber mit 28:34 gegen die New England Patriots verloren wurde.
Zwei Jahre später wurde er das erste Mal in den Pro Bowl gewählt.

## Privates
Matthews stammt aus einer American-Football-Familie: Sein Bruder Kevin Matthews, sein Vater Bruce Matthews, sein Onkel Clay Matthews Jr. und seine beiden Cousins Clay Matthews III und Casey Matthews spielten allesamt schon in der NFL.